# بيرت روس
بيرت روس (1909 - 1987) (بالإنجليزية: Bertie Ross)‏ هو لاعب كريكت نيوزلندي.

## وصلات خارجية
- بيرت روس على موقع إي آس بي آن كريك إنفو (الإنجليزية)